# Bustul lui Constantin Dobrogeanu-Gherea din București
Bustul lui Constantin Dobrogeanu-Gherea este opera sculptorului român Naum Corcescu și a fost dezvelit în anul 1960. Bustul, realizat din bronz, este așezat pe un soclu înalt, placat cu travertin, pe a cărui parte frontală este următoarea inscripție:
| CONSTANTIN DOBROGEANU-GHEREA 1855 - 1920 |

Constantin Dobrogeanu-Gherea (1855-1920) a fost un scriitor și fruntaș socialist român de origine evreiască, numele său real fiind Solomon Katz. A fost unul dintre membrii marcanți ai Partidului Social Democrat Român, un critic literar prodigios, cunoscut pentru polemica sa cu Titu Maiorescu. Acesta sustinea ideea artei pentru artă, in timp ce Constantin Dobrogeanu-Gherea era adeptul teoriei artei cu tendintă. A fost influențat de contactul său cu literatura rusă, a comparat spre exemplu proza de analiză a lui Caragiale cu romanele lui Fiodor Dostoievski. A fost un adept al narodnicismului și un precursor al sămănătorismului, jucând, totodată, un rol activ în mișcarea poporanistă..
Monumentul este înscris în Lista monumentelor istorice 2010 - Municipiul București - la nr. crt. 2349, cod LMI B-III-m-B-20031.
După „Revoluția” din 1989, din pornirea de a distruge „trecutul”, confundându-l pe Constantin Dobrogeanu-Gherea din Piața Maria Rosetti cu primul-ministru „roșu” al României, câțiva cetățeni cu „spirit revoluționar” i-au doborât bustul de pe soclu și l-au vopsit cu roșu, spre justa oripilare a intelectualilor care, în frunte cu regretatul Zigu Ornea, nu s-au lăsat până nu l-au repus, curățat, la locul său.
Bustul este amplasat în centrul Bucureștiului, într-un mic părculeț, delimitat de străzile C.A. Rosetti, Tudor Arghezi și Nicolae Filipescu, sector 2.